# شكل العلامة التجارية
شكل العلامة التجارية هو مصطلح غير رسمي للملابس المميزة أو العلامات البارزة المستخدمة من قِبل بعض الشخصيات أو الممثلين السينمائيين والتي تجعل الشخص الذي يرتديها أكثر جذبًا لانتباه الحضور. كما يمكن أن تشير أيضًا إلى ملابس لخلفية حضارية معينة.
ولا يُستخدم هذا المصطلح في قانون العلامات التجارية ولا تكون العلامة التجارية بالضرورة محمية في حد ذاتها.